# Indolestes vitiensis
Indolestes vitiensis är en trollsländeart som först beskrevs av Tillyard 1924.  Indolestes vitiensis ingår i släktet Indolestes och familjen glansflicksländor. Inga underarter finns listade i Catalogue of Life.